# 曹国永
曹国永（1963年9月—），男，籍贯湖北汉川，生于江西南昌，中华人民共和国政治人物。曾任北京交通大学党委书记。

## 生平
毕业于北京师范大学无线电电子学系毕业，后供职于国家教委，2000年，担任中华人民共和国教育部办公厅主任助理。2002年，升任办公厅副主任。2010年，担任北京交通大学党委书记。2019年起，不再担任北京交通大学党委书记。